# Paris-Tours 2011
La 105e édition de la course cycliste Paris-Tours s'est déroulée le dimanche 9 octobre 2011, dans le cadre de l'UCI Europe Tour 2011. Greg Van Avermaet (BMC Racing Team) s'est imposé, en devançant au sprint Marco Marcato (Vacansoleil-DCM). Kasper Klostergaard (Saxo Bank-SunGard) termine 3e.

## Présentation

### Parcours
Le départ est donné à Voves (Eure-et-Loir), le parcours faisant 230,5 km jusqu'à Tours. Le final présente trois ascensions : la côte de Crochu, la côte de Beau Soleil et la côte de l'Épan. Contrairement à ce qui avait été annoncé l'année précédente, l'arrivée est encore fixée sur l'avenue de Grammont, mais elle est raccourcie de 660 mètres,,.

### Participants
- Liste de départ

#### Équipes
25 équipes participent à ce Paris-Tours, :
- 14 ProTeams : AG2R La Mondiale, BMC Racing Team, Euskaltel-Euskadi, Garmin-Cervélo, Lampre-ISD, Omega Pharma-Lotto, Quick Step, Rabobank, Saxo Bank-SunGard, Team Sky, Team HTC-Highroad, Team Leopard-Trek, Team RadioShack, Vacansoleil-DCM
- 10 équipes continentales professionnelles : Bretagne-Schuller, Cofidis, Europcar, FDJ, Landbouwkrediet, Saur-Sojasun, Skil-Shimano, Team Type 1, Topsport Vlaanderen-Mercator, Veranda's Willems-Accent
- 1 équipe continentale : BigMat-Auber 93

#### Favoris
Le tenant du titre Óscar Freire (Rabobank) aura fort à faire pour réaliser le doublé. Il devra notamment faire face au champion du monde Mark Cavendish (Team HTC-Highroad), ainsi que son coéquipier John Degenkolb. Anthony Ravard (AG2R La Mondiale), Greg Van Avermaet (BMC Racing Team), Yauheni Hutarovich (FDJ), Alessandro Petacchi, Grega Bole (Lampre-ISD), Gert Steegmans (Quick Step), Chris Sutton, Gregory Henderson (Team Sky), Sébastien Chavanel (Europcar), Daniele Bennati (Team Leopard-Trek), Adrien Petit (Cofidis), Robbie McEwen (Team RadioShack) et Romain Feillu (Vacansoleil-DCM) tenteront également de tirer leur épingle du jeu en cas de sprint massif.
On retrouvera également de nombreux puncheurs : Alessandro Ballan (BMC Racing Team), Samuel Dumoulin (Cofidis), Yoann Offredo (FDJ), Philippe Gilbert (Omega Pharma-Lotto), vainqueur en 2008 et 2009, Sylvain Chavanel (Quick Step), Jonathan Hivert (Saur-Sojasun), Juan Antonio Flecha (Team Sky), Thomas Voeckler (Europcar), Jens Voigt (Team Leopard-Trek), Michał Kwiatkowski (Team RadioShack), Björn Leukemans, Wout Poels et Marco Marcato (Vacansoleil-DCM) seront présents,,,.

## Récit de la course

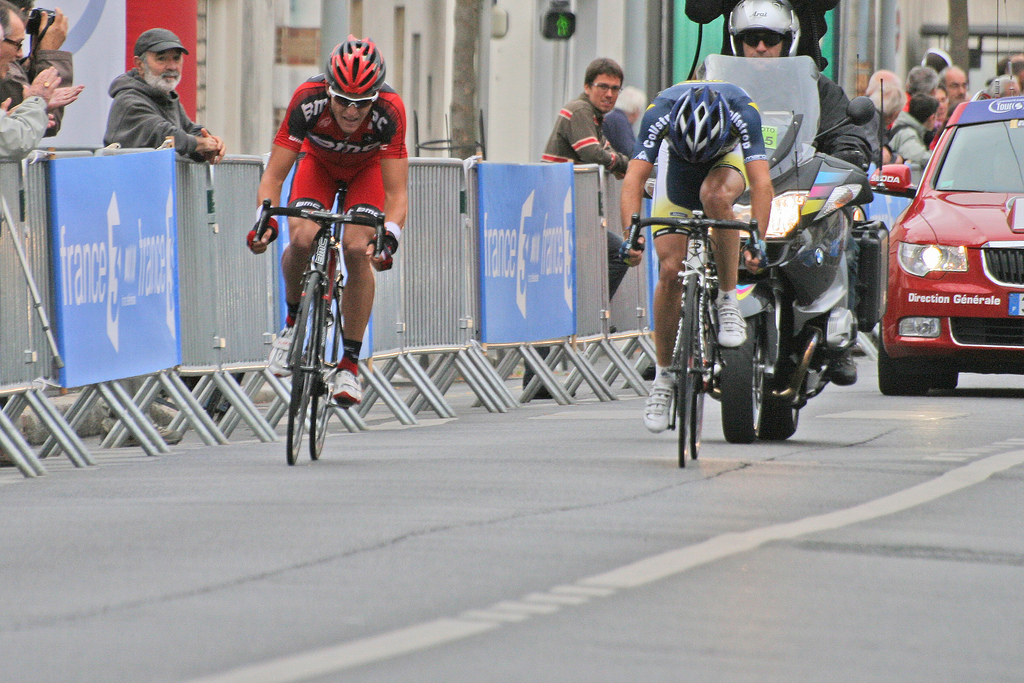
Greg Van Avermaet et Marco Marcato dans la dernière ligne droite

Dès le premier kilomètre, David Boucher (Omega Pharma-Lotto), Andreas Klier (Garmin-Cervélo), Rony Martias (Saur-Sojasun) et Sébastien Delfosse (Landbouwkrediet) s'échappent, rejoints au km 7 par William Clarke (Team Leopard-Trek), Rubens Bertogliati (Team Type 1-Sanofi) et Jurgen Van Goolen (Veranda's Willems-Accent). Les hommes de tête parviennent rapidement à creuser l'écart avec le peloton, sur qui ils ont 50 s d'avance au km 8, 5 min au km 15 et 11 min 05 s au km 47. Les Rabobank et les Team HTC-Highroad vont alors enclencher la poursuite, faisant ainsi chuter l'écart à 8 min 05 s au km 100.
Au km 118, les BMC Racing Team prennent les commandes du peloton, qui explose. Dans le premier groupe, on retrouve une cinquantaine de coureurs, dont les principaux favoris. Daniele Bennati (Team Leopard-Trek) et Robbie McEwen (Team RadioShack) sont en revanche piégés. Cette accélération n'est pas du goût des échappés, qui n'ont plus que 2 min 35 s d'avance au km 143. Au km 154, une partie des coureurs piégés recollent sur le groupe des favoris. Puis, 6 km plus loin, un groupe de 15 coureurs attaque. On retrouve Maarten Tjallingii (Rabobank), Geoffroy Lequatre (Team RadioShack), Stuart O’Grady (Team Leopard-Trek), Zakkari Dempster (Team HTC-Highroad), Vitaliy Buts (Lampre-ISD), Roy Curvers (Skil-Shimano), László Bodrogi (Team Type 1-Sanofi), Kasper Klostergaard (Saxo Bank-SunGard), Leonardo Duque (Cofidis), Greg Van Avermaet (BMC Racing Team), Ian Stannard (Team Sky), Mickaël Delage, Arnaud Gérard (FDJ), Bert-Jan Lindeman`et Marco Marcato (Vacansoleil-DCM). Les poursuivants effectuent la jonction avec les échappés au km 172, peu avant que William Clarke ne soit lâché. L'avance du groupe de tête se stabilise entre 1 min et 1 min 30 s, avant de monter à 1 min 40 s à 25 km de l'arrivée, face à un peloton il est vrai désorganisé.
Mais, sous l'effet de la poursuite des Team HTC-Highroad et des Team Sky, ainsi que des différentes attaques, notamment de Philippe Gilbert (Omega Pharma-Lotto), Sylvain Chavanel (Quick Step) et Yoann Offredo (FDJ), l'écart avec les hommes de tête se réduit à 1 min 15 s à 15 km de la ligne. À 17 km de l'arrivée, Arnaud Gérard attaque. Il parvient à prendre une quinzaine de secondes d'avance sur le groupe de poursuivants, qui commence à se disloquer. Tandis que les Rabobank ont pris la tête du peloton, Marco Marcato attaque dans la côte de Beau Soleil, suivi par Greg Van Avermaet. Le duo reprend puis dépose Gérard dans la côte de l'Epan, tandis de Mickaël Delage sort lui aussi du groupe de poursuivant. Au sommet, ils possèdent 10 s d'avance sur le duo de la FDJ.
À 3 km du but, Delage et Gerard se font reprendre par O'Grady, Klostergaard, Lequatre, Curvers, Bodrogi et Van Goolen, juste avant que Stannard n'intègre lui aussi le groupe. L'écart entre le duo de tête et le groupe O'Grady se stabilise autour de 20 s. Klostergaard sort peu avant la flamme rouge. Tandis que Van Goolen chute, Marco Marcato lance le sprint à 200 m de la ligne, mais ne peut rien faire face à la pointe de vitesse de Greg Van Avermaet, qui plus est victime d'une crampe. Le Belge remporte ainsi sa première classique, permettant à son pays de poursuivre une série exceptionnelle sur ces courses. Le peloton Cavendish, composé de 36 coureurs, termine à 1 min 23 s,.

## Classement final
|    | Coureur             | Pays        | Équipe             |    | Temps           |
| -- | ------------------- | ----------- | ------------------ | -- | --------------- |
| 1  | Greg Van Avermaet   | Belgique    | BMC Racing Team    | en | 5 h 21 min 43 s |
| 2  | Marco Marcato       | Italie      | Vacansoleil-DCM    | +  | 2 s             |
| 3  | Kasper Klostergaard | Danemark    | Saxo Bank-SunGard  |    | 15 s            |
| 4  | Ian Stannard        | Royaume-Uni | Team Sky           |    | 15 s            |
| 5  | László Bodrogi      | France      | Team Type 1-Sanofi |    | 15 s            |
| 6  | Mickaël Delage      | France      | FDJ                |    | 22 s            |
| 7  | Geoffroy Lequatre   | France      | Team RadioShack    |    | 22 s            |
| 8  | Stuart O'Grady      | Australie   | Team Leopard-Trek  |    | 22 s            |
| 9  | Roy Curvers         | Pays-Bas    | Skil-Shimano       |    | 22 s            |
| 10 | Arnaud Gérard       | France      | FDJ                |    | 26 s            |

## Course espoirs
Il s'agit de la 69e édition de Paris-Tours espoirs. 33 équipes participent à la course : 4 comités régionaux, 3 comités départementaux, 15 équipes DN1, 4 équipes DN2 et 7 équipes étrangères. Le champion du monde espoirs Arnaud Démare (CC Nogent-sur-Oise) est le favori de la course.
- Liste de départ

Le Français Fabien Schmidt (UC Nantes Atlantique) s'impose en solitaire, après une attaque dans la côte de Crochu.

### Classement
|    | Coureur            | Pays     | Équipe                  |    | Temps           |
| -- | ------------------ | -------- | ----------------------- | -- | --------------- |
| 1  | Fabien Schmidt     | France   | UC Nantes Atlantique    | en | 4 h 08 min 40 s |
| 2  | Gijs Van Hoecke    | Belgique | Omega Pharma-Lotto Davo | +  | 30 s            |
| 3  | Angélo Tulik       | France   | Vendée U                |    | 30 s            |
| 4  | Christophe Prémont | Belgique | Wallonie espoirs        |    | 43 s            |
| 5  | Jasper Bovenhuis   | Pays-Bas | Rabobank Continental    |    | 45 s            |
| 6  | Wesley Kreder      | Pays-Bas | Rabobank Continental    |    | 45 s            |
| 7  | Jimmy Raibaud      | France   | CR4C Roanne             |    | 45 s            |
| 8  | Warren Barguil     | France   | Comité de Bretagne      |    | 45 s            |
| 9  | Boris Zimine       | France   | CC Étupes               |    | 45 s            |
| 10 | Erwan Téguel       | France   | UC Nantes Atlantique    |    | 45 s            |